# Dismas Nsengiyaremye
Dismas Nsengiyaremye (Gitarama, 1945) va ser el primer ministre de Ruanda del 2 d'abril de 1992 al 18 de juliol de 1993.
Va ser membre del Moviment Democràtic Republicà i va ser nomenat primer ministre després d'un acord entre el president Juvénal Habyarimana i l'oposició política. Durant el seu mandat, va nomenar Agathe Uwilingiyimana al Ministeri d'Educació, qui després el va succeir com a primer ministre.
Quan es va revelar al febrer de 1993 que l'exèrcit estava recopilant llistes de suposats "còmplices" del Front Patriòtic Ruandès, Nsengiyaremye va protestar contra el que ell anomenava "caça de bruixes". Nsengiyaremye va fugir a Europa poc temps després de ser substituït com a primer ministre el 1993, al·legant amenaces contra la seva vida. Actualment viu exiliat a Bèlgica.